# Haren (Bruxelles)
Pour les articles homonymes, voir Haren.
Haren [aʁən] (autrefois Haeren ou Haaren) une section de la ville de Bruxelles (1130 Bruxelles, 21e division cadastrale et 10e division de police), située dans la région de Bruxelles-Capitale, en Belgique.
Le village de Haren et les différentes seigneuries en faisant partie furent constituées en commune à part entière lorsque le territoire fit partie de la République française et le resta jusqu'au 30 mars 1921, date à laquelle elle fut rattachée à la commune de Bruxelles.

## Histoire
La première mention de Haren date d'un peu après 1050 dans un livre sur les miracles de saint Trond et désigne une villa . Une seconde mention datée plus précisément de 1138, relatant la fondation et la dotation du chapitre de Sainte-Gudule, le plus important propriétaire ecclésiastique de Haren.
Les seigneurs de Haren se sont impliqués dans la gestion de la ville de Bruxelles au XVIIe siècle.
- Pierre Madoets fut nommé échevin le 19 juillet 1631.
- Philippe Vande Wouwere fut échevin en 1665 et 1666.
- Philippe-Godefroid Vande Wouwere fut trésorier en 1673.

Comme Laeken et Neder-Over-Heembeek, c'est une ancienne commune (commune fusionnée), elle fut rattachée à la ville de Bruxelles le 30 mars 1921 dans le cadre de l'agrandissement du port de Bruxelles et pour d'autres raisons (industries et aérodrome).
D'abord simple commune rurale, dépourvue de gare, bien que traversée par les lignes Bruxelles-Anvers (1835) et Bruxelles-Louvain (1866), elle a par la suite été dotée de trois gares : 
- Haren-Nord, sur la L25, dans le hameau de Buda, créée en 1864 sur la ligne Bruxelles-Anvers ;
- Haren-Sud, sur la L36, d'abord simple halte ouverte en 1887 sur la ligne Bruxelles-Louvain-(Liège) ;
- Haren ('Linde', à la rue de la gare du Witloof), sur la L26, crée après 1918 sur la ligne Schaerbeek-Hal (réservée aux marchandises jusqu'en 1978).
- Ainsi qu'une halte sur la gare de formation réservée aux employés des installations d'Infrabel.

Haren connu une certaine renommée avec un centre industriel autour de la gare de Haren-Nord, souvent confondu avec le hameau de Buda, même si certaines entreprises débordaient sur les communes voisines (Neder-Over-Heembeek, Vilvoorde et Machelen).
Haren fut aussi au centre des débuts de l'aviation belge à la suite de la création fin 1914 début 1915 par les Allemands d'une plaine d'aéronefs (d'abord pour des Zeppelins allant bombarder Paris puis Londres d'avril à juin 1915) qui se transforma en aérodrome au sud de la commune, l'aérodrome de Haren appelé aussi plaine d'Evere du fait que le nom de la Commune voisine y figurait à côté sur les cartes. Après la Première Guerre mondiale, l'aviation civile belge naissante s'installa au nord et à l'est de cette plaine aéronautique et on y vit la naissance de la SNETA (Syndicat (puis Société) Nationale pour l'Exploitation du Transport Aérien), puis de la SABCA qui y a toujours son siège, puis de la SABENA (création à Haren en 1923, qu'elle quitta pour Melsbroek entre 1945 et 1949) et de la Sobelair (après la Seconde Guerre mondiale). L'aviation militaire, quant à elle, s'installa au bord ouest de la plaine, sur la limite entre Haren et Evere, l'entrée des premières casernes étant sur le territoire de Haren (les militaires étaient domiciliés à la Commune de Haren puis à la Ville de Bruxelles, 2e District) (coin de l'actuelle Avenue Bordet et de la Chaussée de Haecht), mais les extensions et les hangars militaires étaient majoritairement sur le territoire d'Evere, ainsi que l'entreprise aéronautique Renard. Après la seconde guerre mondiale, l'Aviation Militaire se transforma en Force Aérienne. Plus tard cette même Force Aérienne revint autour des anciennes aérogares abandonnées par l'aviation civile (partie pour Melsbroek-Zaventem)  en formant le Quartier Roi Albert I (surnommé d'abord abusivement "Evere-Nord" puis rectifié en "Haren-Sud"!) et y établit son état-major. Début du XXIe siècle, la Force Aérienne dut quitter Haren et les anciennes aérogares (dont le classement fut refusé) pour permettre la construction du nouveau siège de l'OTAN.
Il y a près d'un siècle, ce centre aéronautique en développement favorisa le rattachement de la commune de Haren à la ville (commune) de Bruxelles en 1921 (comme Laeken et Neder-Over-Heembeek), entraînant de très nombreuses confusions quant à l'utilisation des noms de Haren, de Bruxelles et d'Evere dans divers domaines (dont des erreurs de protocoles), perdurant encore près d'un siècle plus tard ! Si pour l'Administration de l'Aéronautique (et la Régie des Voies Aérienne) c'était bien « Haren », il n'en fut pas de même pour d'autres milieux et la majorité des médias. L'Armée belge prétendant s'être basée sur les cartes militaires de l'époque qui indiquaient le nom d'Evere ... sur le territoire de Haren ; et après l'annexion de Haren à la Ville (commune !) de Bruxelles, ce furent les « croyances » que Haren fut fusionnée à Evere ! Seule la Force aérienne reconnut ses erreurs, avant de quitter Haren, et proposa de parler de « Haren-Evere » pour évoquer l'entièreté du pôle aéronautique militaire historique ; " Haren" étant réservé à la partie civile. D'autres[Qui ?] prétendent que Haren fait encore partie de la périphérie flamande de (la Région de) Bruxelles ...[réf. nécessaire]. Depuis que les nouvelles prisons de Bruxelles ont été inaugurées à Haren, les médias sont enfin obligés de comprendre que Haren n'est pas en Flandre ; de même avec la création d'un grand Palais de Justice provisoire, le Justicia localisé à Haren, mais implanté dans l'ancien siège de l'OTAN, de nombreux médias comprennent enfin que Haren n'est pas Evere ! 

## Toponymie
La SNCB et la STIB utilisent l'orthographe Haren tant en français qu'en néerlandais. La Poste a parfois utilisé l'orthographe Haeren dans sa liste de codes postaux francophones mais légalement cette orthographe n'existe plus depuis la fin du XIXe siècle par décision de la Commune.
Le nom de « Haren », orthographié de la sorte, est également utilisé par d'autres localités, parfois de hameaux et de lieux-dits, en Allemagne, aux Pays-Bas  ou même en Belgique (voir le hameau de Haren de l'ancienne Commune de Bommershoven au Limbourg, entre Looz et Tongres), aussi un lieu-dit près de Herstal).

## Démographie
D’après les statistiques de 2005, Haren comptait 4 269 habitants. Ils étaient, par exemple, 3 347 en 1920.
Depuis on construit de nombreux complexes de logements, l'habitat se densifie, construction d'écoles. En 2019, le nombre d'habitants s'élève à 6 198.

## Économie
Anciennement Haren avait des carrières où on extrayait des pierres et du sable. Aujourd'hui Haren abrite encore de nombreuses entreprises ayant un fort poids économique à Bruxelles (surtout depuis la désaffectation de l'ancien aérodrome de Haren), ainsi que d'importantes infrastructures ferroviaires (majorité de l'ancienne gare de formation de Schaerbeek, ateliers centraux d'Infrabel, etc), la station d'épuration nord d'Aquiris, les grands dépôts et ateliers de la STIB , etc., ainsi que le siège de l'OTAN.

## Bourgmestres
- 1840 : Jean-Baptiste Vanderelst[3].
- 1871 : F. Van Pevenage [3].
- 1874 : A. A. Jacobs[3].
- 1879 : P. Vanderelst[3].
- 1901 : J.B. Van Holsbeeck[3].
- 1905 : L.M.A Maes[3].

En 1921, Haren cesse d'être une commune en fusionnant avec la ville de Bruxelles, les bourgmestres suivants sont dès lors ceux de Bruxelles.

## Transports

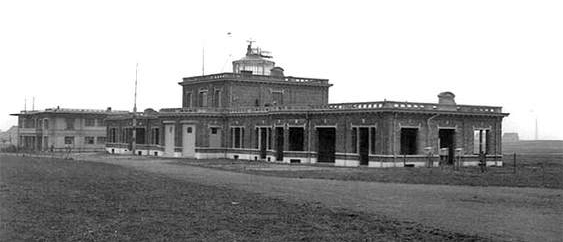
L'ancien aérogare de l'aérodrome de Haren, aujourd'hui détruit et remplacé par le nouveau siège de l'OTAN, entre le boulevard Léopold III et la chaussée de Haecht.

### Air
Bien que l'ancien aérodrome de Bruxelles ait aujourd'hui disparu (remplacé par l'actuel et le nouveau siège de l'OTAN), il existe un héliport à Haren, desservant le siège de l'OTAN. Il existe toujours à Haren diverses administrations et entreprises liées à l'aéronautique. Situé dans le prolongement de la principale piste de décollage de l'actuel aéroport de Bruxelles (Melsbroek-)-Zaventem, Haren subit de fortes nuisances sonores.

### Rail

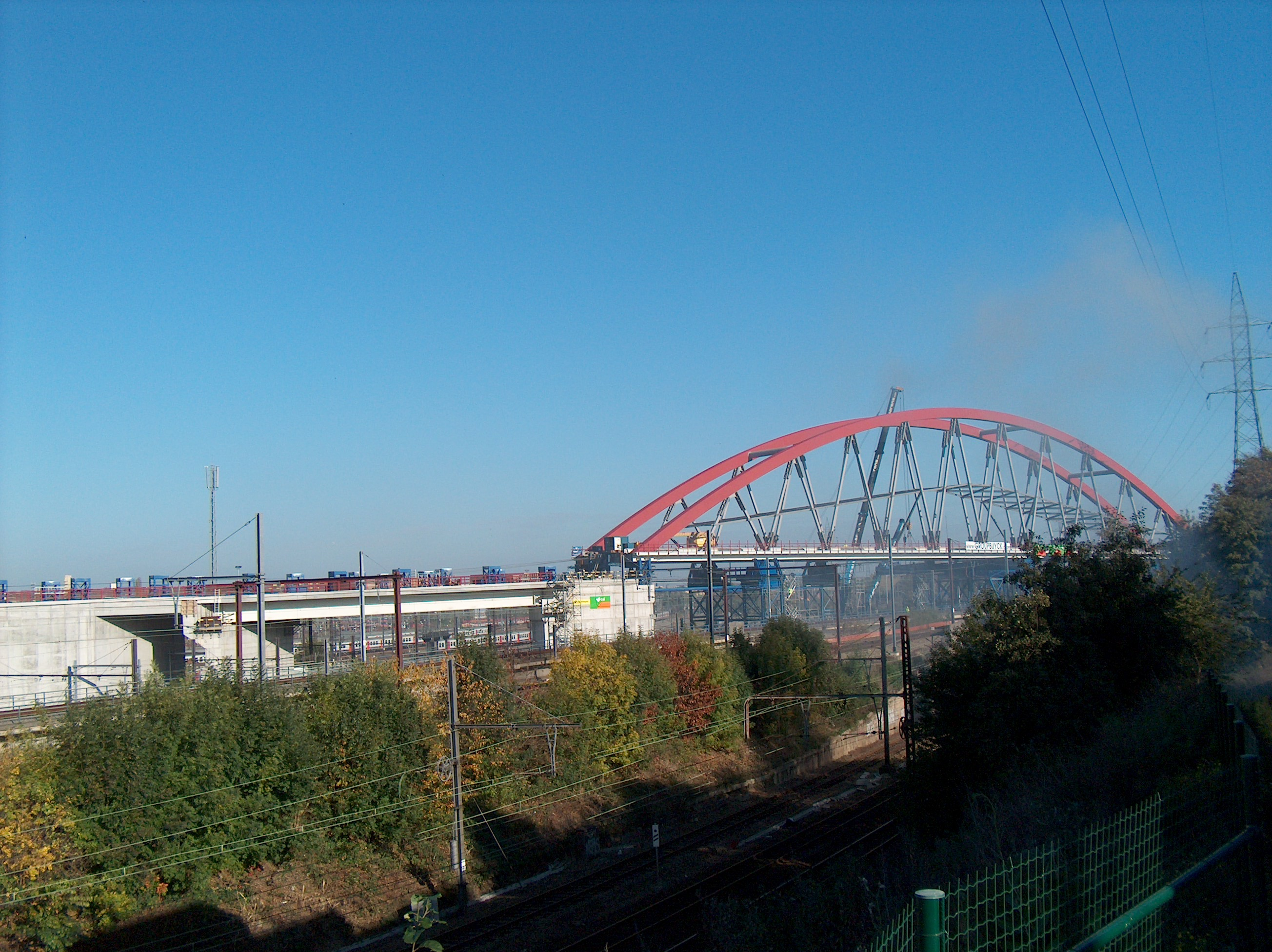
Vue sur les voies et sur le viaduc ferroviaire du Harenberg dit de Schaerbeek (3 niveaux !), à l'entrée de la gare de Haren-Sud.

Occupée par la plus grande partie de la gare de formation, dite de Schaerbeek, Haren est aussi desservie par deux points d'arrêt de la SNCB : 
- La gare de Haren-Sud sur la ligne 36 qui relie Bruxelles et Louvain.
- La gare de Haren (parfois appelée Haren-Tilleul ou Haren-Linde) sur la ligne 26 qui relie Malines et Vilvorde à Hal via l'est de Bruxelles (et à Bruxelles-Luxembourg via le Tunnel Schuman-Josaphat).
En dépit de leurs noms respectifs, la gare de Haren se trouve à environ 200 m à vol d'oiseau au sud-est de celle de Haren-Sud[4].

Il y eut jadis la gare de Haren-Nord (ligne 25) déplacée légèrement et renommée halte de Haren-Buda, puis halte de Buda. La halte de Haren-Nord (ligne 27) est devenue halte de Machelen (fermée aujourd'hui mais non démolie, ce qui permettrait de la remettre en service instantanément en cas d'accident ou de calamité empêchant la desserte du tronçon Schaerbeek – Vilvorde de la ligne 25 et donc de la halte de Buda). Cette abondance de haltes ferroviaires remonte au temps où le nord de Haren, débordant sur les communes de Neder-Over-Heembeek, Vilvorde, Machelen et Diegem, s'était fortement industrialisé (dont les entreprises CFI, Cimenterie de Haren, Eternit, Fonderies Bruxelloises, Renault, VTR, Peter-Lacroix, Wanson, etc.) et que la plupart des habitants de Haren (et environs) pratiquait la culture de la witloof, ou chicon, qui quittait le village par trains spéciaux ou par avions.
Il y a également une halte de service pour desservir le nord de la vieille gare de formation et les ateliers centraux d'Infrabel (ateliers du Dobbelenberg, dits de Schaerbeek) au nord de Haren.
L'ancienne gare de marchandises de Haren-Nord (Buda) a été absorbée par les extensions de la gare de formation, de même que les installations de CFI (Chemins de Fer Industriels de Haren et de Vilvorde) à Haren-nord et au bord du canal. L'ancienne gare de marchandise de Haren-Linde (ligne 26) expédiant les witloofs (chicons) des environs a aussi disparu, il ne reste plus que la halte et un raccord avec les ateliers de la STIB.
Haren possède sur son territoire toute la partie ouest des nouveaux raccords ferroviaires vers les Pays-Bas (TGV) et vers l'aéroport de Zaventem, surnommés le « Diabolo ».

### Route
Haren est desservie par diverses lignes de bus de la STIB et de De Lijn, sur l'avenue de Vilvorde (ancienne ligne de tram), sur la rue de Verdun (ancienne ligne de trolleybus), sur la Chaussée de Haecht (ancienne ligne de tram) et sur le Boulevard Léopold III avec depuis 2014 la ligne de tram 62 prolongée jusque devant Eurocontrol, bientôt prolongée jusqu'à l'aéroport à Zaventem. C'est à Haren, sur d'anciens terrains de culture du witloof (chicons) que s'installèrent les grands dépôts et ateliers de la STIB (bus, tram et même métro via la ligne 26), et dépôt du projet de Métro Nord.. C'est à Haren qu'est situé l'IBSR, l'Institut belge pour la sécurité routière, aujourd'hui 'VIAS'.

### Maritime
Haren, coincée entre les vallées de la Senne et de la Woluwe, est aussi liée à la navigation fluviale, surtout depuis 1921 où la limite très sinueuse de Neder-Over-Heembeek (avec les anciens méandres) de la Senne fut déplacée au niveau du canal voisin, avec depuis près d'un siècle un pont à Buda reliant les 2 anciennes communes.